# Markus Behmer
Markus Behmer (* 1961) ist ein deutscher Kommunikationswissenschaftler und war Vorstandsmitglied des MedienCampus Bayern.

## Lebenslauf
Markus Behmer hat an der Ludwig-Maximilians-Universität München Kommunikationswissenschaft mit den Nebenfächern Politische Wissenschaft, Psychologie und Neuere Deutsche Literatur studiert und anschließend mit einer Arbeit zum Thema „Von der Schwierigkeit gegen Illusionen zu kämpfen. Der Publizist Leopold Schwarzschild“ promoviert. Im Sommersemester 2002 und erneut im Wintersemester 2004/05 vertrat er eine Journalistikprofessur an der Universität Leipzig.
Seit 2009 ist Markus Behmer Professor für Kommunikatorforschung an der Otto-Friedrich-Universität Bamberg. Von 2015 bis 2023 war er Dekan der Fakultät für Geistes- und Kulturwissenschaften. 2020 trat er bei der Wahl als Präsident der Uni Bamberg an, erreichte allerdings keine Mehrheit.
Im November 2020 wurde Behmer in den Vorstand des MedienCampus Bayern, des Dachverbands für Medienaus- und -fortbildung, gewählt. Im Juni 2021 stellte er sich nicht mehr zur Wahl und schied in dieser Funktion aus.
Seit 2014 ist Behmer Vorsitzender der Ludwig-Delp-Stiftung.

## Bücher und Veröffentlichungen
Markus Behmer hat zahlreiche Publikationen über kommunikationswissenschaftliche Themen veröffentlicht. Er ist Gründer, Herausgeber und Chefredakteur der Zeitschrift „Anno – das Magazin der Medienjubiläen“.